# Paolo Moffa
Paolo Moffa (* 16. Dezember 1915 in Rom; † 2004 in Nizza) war ein italienischer Filmregisseur und Filmproduzent.

## Leben
Moffa begann im Filmgeschäft 1934 als Schnittassistent. Bald arbeitete er auch als Filmeditor und Regieassistent und führte gelegentlich selbst Regie – zwischen 1943 und 1982 bei sieben Filmen. Sein Hauptbetätigungsfeld fand er jedoch in der Produktion. 1958 gründete er Ambrosiana Cinematografica und war fortan hauptsächlich als Aufnahmeleiter und Produzent für Spielfilme tätig, finanzierte aber auch Dokumentarfilme. Nach seiner Zurruhesetzung lebte er in Frankreich. Für einen Italowestern wählte er das Pseudonym John Byrd.

## Filmografie

### Regisseur
- 1954: Allegro squadrone
- 1954: Aufstand im Inselparadies (La principessa delle Canarie)
- 1954: Husarenstreiche (L'allegra squadrone) (& Drehbuchautor)
- 1968: Den Geiern zum Fraß (All'ultimo sangue)

### Produzent
- 1959: Die letzten Tage von Pompeji (Gli ultimi giorni di Pompei)
- 1960: Die Sklaven Roms (La rivolte degli schiavi)
- 1961: Macistes größtes Abenteuer (Maciste contro il vampiro)
- 1962: Pirat der sieben Meere (Il dominatore dei sette mari)
- 1964: Der Rancher vom Colorado-River (L'uomo della valle maledetta)
- 1965: Die Todesminen von Canyon City (¡Que viva Carrancho!)
- 1966: Django – schwarzer Gott des Todes (Starblack)
- 1969: Django – Gott vergib seinem Colt (Dio perdoni la mia pistola)
- 1969: Sartana – Töten war sein täglich Brot (Sono Sartana, il vostro becchino)